# 燈無蕎麥

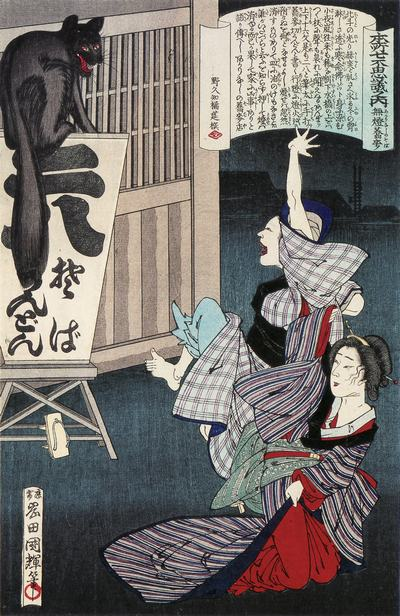
『本所七不思議之內無燈蕎麥』（燈無蕎麥）三代目歌川國輝・畫

燈無蕎麥（あかりなしそば）是以日本江戶時代的本所 (墨田區)（東京都墨田區）為舞台的怪談本所七大不可思議之一，其也被稱為「消失的行燈」，是幽霊屋敷怪談的路邊攤版。
江戶時代，在本所南割下水付近，夜裡常常會出現販賣二八蕎麥的街邊攤，從來都沒人看見過店主，街邊攤會擺到黎明時分。如果有人點亮油燈去看時，則消失不見，等到燈火過去後又再度出現。 
這個傳說中的街邊攤點燈則消失，燈滅則出現，看得到店的客人如果吃了它的東西則回家必發生不幸。

## 腳註
1. 1 2  岡崎柾男. . 下町タイムス社. 1983: 50–51 頁. ISBN 978-4-7874 -9015-5.
2. 1 2  墨田區區長室編. . 史跡あちこち 改訂第3 版. 墨田區區長室. 1982: 10–12頁.